# Sandhumla
Sandhumla (Bombus veteranus) är en insekt i överfamiljen bin (Apoidea).

## Beskrivning
Sandhumlan är en ganska liten art där drottningen uppnår en längd på mellan 16 och 19 millimeter. Den har en karakteristisk dräkt med mellankroppen blekt brungrå med undantag av ett svart band mellan vingbaserna, och bakkroppen randig i ljusgrått med smala, svarta band på tergiterna 3 till 5. Även benen är ljusgrå. Ansiktet har en vit fläck. Det ljusgrå kan skifta i gråbrunt. Arbetarna är ganska långsträckta och påminner om tambin.

## Utbredning
Sandhumlans utbredning är påtagligt fragmenterad. På den europesika kontinenten (den saknas på Brittiska öarna) förekommer den i Mellan- och Nordeuropa från franska Centralmassivet i söder kring 44° N upp till norra Finland. Österut sträcker sig utbredningsområdet genom Ryssland till Kazakstan, västra Mongoliet och västra Kina. Arten har emellertid gått tillbaka i hela Västeuropa, men ökar i Finland.
I Norden finns sandhumlan framför allt i Finland, där den är allmän längs hela östersjökusten norrut till Rovaniemi och Kolari i mellersta Lappland. Tvärt emot vad som är fallet i Västeuropa expanderar den finska förekomsten – 2003 upptäcktes den vid Kukkolaforsen på gränsen till Sverige. I finska Lappland har de två nordligaste fynden gjorts i Kolari år 2000 i västra delen, och Kittilä år 2018 i nordvästra delen av landskapet. Tonvikten ligger annars vid de södra och mellersta delarna av landet, även om den saknas på Åland.
Förutom i Finland finns arten även i Danmark. Tidigare var den vanlig i Sydsverige, från Kristianstadstrakten till Göteborg, men har emellertid minskat starkt under andra halvan av 1900-talet, och sista säkra sydsvenska observationen är från 1950-talet. Observationer vid Vombsjön och Smygehuk i slutet av 1900-talet har ej kunnat bekräftas. Däremot har den påträffats, förutom vid gränsfloden Kukkolaforsen ovan, i Kallax vid Luleå (2009) samt i Pajala (2012).

## Ekologi
Sandhumlan föredrar kust- och strandområden där den framför allt går till vitklöver och strandveronika men också till kråkvicker, mjölkört och oxtunga. Då den flyger ganska länge, en bit in på september, kan den även gå till växter som flockfibbla och andra sentblommande fibblor. Boet, som är ganska litet, är ofta beläget i gamla sorkbon ovan jord eller underjordiskt i övergivna musbon. Sandhumlan kan också bygga bon av ihopsamlat gräs.

## Hotbild
Globalt är arten klassificerad som livskraftig ("LC"), och det är också dess klassificering i Finland. I Sverige är den emellertid rödlistad som sårbar ("VU"). Orsaken ligger främst i att det moderna jordbruket med dess monokulturer starkt har minskat tillgången på sandhumlans värdväxter, likasom det ökade betet på kvarvarande strandnära lokaler och ökande fritidsbebyggelse.